# Тукий
Тукий (Туккі) (д/н — 815) — 3-й ельтебер (володар) волзьких болгар у 765—815 роках.

## Життєпис
Походив з династії Дуло. Син ельтебера Ірхана. Спадкував владу 765 року. Продовжив політику попередника щодо зміцнення волзькоболгарського союзу, до якого долучилася нова хвиля болгар, вожді яких були невдоволені прийняттям хозарським бек-мелех Буланом юдаїзму. Триває процес підкорення фіно-угорських племен. Разом з тим Тукий, ймовірно, не почувався ще досить потужним, тому зберігав вірність останньому.
Йому спадкував син Айдар.